# Stanz bei Landeck
Stanz bei Landeck è un comune austriaco di 573 abitanti nel distretto di Landeck, in Tirolo.